# Aequorea victoria
Aequorea victoria é uma água-viva ou hidromedusa bioluminescente, que se encontra ao largo da costa oeste da América do Norte. Esta espécie é considerada sinônima de Aequorea aequorea de Osamu Shimomura, o descobridor da proteína verde fluorescente (GFP). Shimomura, juntamente com Martin Chalfie e Roger Y. Tsien receberam o Prêmio Nobel de Química 2008 para a descoberta e desenvolvimento desta proteína como uma importante ferramenta de pesquisa biológica. Originalmente, a espécie Aequorea victoria deveria designar a variante encontrada no Pacífico, e a designação Aequorea foi usada para espécimes encontrados no Atlântico e no Mediterrâneo. O nome da espécie utilizada na purificação de GFP foi posteriormente contestada por MN Arai e A. Brinckmann-Voss (1980), que decidiram separá-las com base em 40 amostras recolhidas em torno da Ilha Vancouver. Osamu Shimomura observa que esta espécie, em geral, mostra uma grande variação: entre 1961 e 1988, recolheu cerca de 1 milhão de indivíduos nas águas que cercam oss Friday Harbor Laboratories da Universidade de Washington, e em muitos casos houve variações acentuadas na forma de água-viva. Em setembro de 2009, Aequorea victoria foi encontrado no Moray Firth, uma ocorrência incomum, uma vez que geleias-de-cristal nunca tinham sido vistas ou relatadas em águas britânicas. O espécime está agora em exposição em Macduff Marine Aquarium em Aberdeenshire, Escócia.